# Виконт Ренсимен Доксфордский

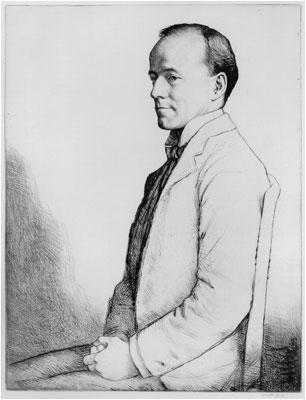
Уолтер Ренсимен, 1-й виконт Ренсимен из Доксфорда

Виконт Ренсимен Доксфордский из Доскфорда в графстве Нортумберленд — наследственный титул в системе Пэрства Соединённого королевства. Он был создан в 1937 году для достопочтенного Уолтера Ренсимена (1870—1949). Он занимал посты секретаря совета местного самоуправления (1905—1907), финансового секретаря казначейства (1907—1908), председателя совета образования (1908—1911), председателя совета по сельскому хозяйству (1911—1914), председателя совета по торговле (1914—1916, 1931—1937) и лорда-председателя Совета (1938—1939). Уолтер Ренсимен был сыном и наследником магната-судовладельца и либерального политика Уолтера Ренсимена (1847—1937), который получил титулы баронета (Баронетство Соединённого королевства) в 1906 году и барона Ренсимена из Шорстона в графстве Нортумберленд (Пэрство Соединённого королевства) в 1933 году.
По состоянию на 2025 год носителем титула являлся правнук первого виконта, профессор политики Тринити Холла Дэвид Уолтер Ренсимен, 4-й виконт Ренсимен Доксфордский (род. 1967), который сменил своего отца в 2020 году, известного социолога в Кембриджском университете.
- Хильда Ренсимен, виконтесса Ренсимен из Доксфорда (1869—1956), жена 1-го виконта, депутат Палаты общин от Сент-Айвса (1928—1929)
- Достопочтенный Стивен Рансимен (1903—2000), известный историк, младший сын 1-го виконта Ронсимена и Хильды, виконтессы Ренсимен из Доксфорда.

## Бароны Ренсимен (1933)
- 1933—1937: Уолтер Ренсимен, 1-й барон Ренсимен (6 июля 1847 — 13 августа 1937);
- 1937—1949: Уолтер Ренсимен, 2-й барон Ренсимен (19 ноября 1870 — 14 ноября 1949), сын предыдущего, виконт Ренсимен Доксфордский с 1937 года.

## Виконты Ренсимен из Доксфорда (1937)
- 1937—1949: Уолтер Ренсимен, 1-й виконт Ренсимен из Доксфорда (19 ноября 1870 — 14 ноября 1949), сын Уолтера Ренсимена, 1-го барона Ренсимена;
- 1949—1989: Уолтер Лесли Ренсимен, 2-й виконт Ренсимен из Доксфорда (26 августа 1900 — 1 сентября 1989), старший сын предыдущего;
- 1989—2020: Уолтер Гаррисон Ренсимен, 3-й виконт Ренсимен из Доксфорда (10 ноября 1934 — 10 декабря 2020), сын предыдущего от второго брака;
- 2020 — настоящее время: Дэвид Уолтер Ренсимен, 4-й виконт Ренсимен Доксфордский (род. 1 марта 1967), единственный сын предыдущего; 
  - Наследник: достопочтенный Томас Уолтер Ренсимен (род. 1999), единственный сын предыдущего.